# An Ocean of Strange Islands
Singles de Nightwish
The Day of...
(2024) Lanternlight
(2024)
An Ocean of Strange Islands est une chanson du groupe de metal symphonique finlandais Nightwish. Il sort le 10 septembre 2024 comme troisième single de leur dixième album studio Yesterwynde.

## Description
Tuomas Holopainen explique que « la chanson An Ocean of Strange Islands vous plonge dans une atmosphère sombre grâce à ses guitares puissantes, ses orchestrations épiques et la voix phénoménale de Floor Jansen. Du Nightwish classique à son meilleur ! An Ocean of Strange Islands nous emmène dans une aventure musicale ultime d'île en île, rappelant à l'aventurier que le bonheur est plus intense lorsqu'il est partagé »,.

## Crédits

### Membres
- Floor Jansen — chants
- Emppu Vuorinen — guitares
- Jukka Koskinen — basse
- Kai Hahto — batterie, percussions
- Tuomas Holopainen — claviers, production, mixage, arrangements parties de chœurs et d'orchestres
- Troy Donockley —  Uilleann pipes, low whistle, guitares, bouzouki, bodhrán, Instruments à vent, guitares, chant, enregistrement